# Jūrōta Kosugi
Jūrōta Kosugi (小杉 十郎太?, Kosugi Jūrōta; Yokohama, 19 dicembre 1957) è un doppiatore giapponese.

## Biografia
Dotato di una voce profonda, è specializzato nell'interpretare antagonisti e tra i personaggi che ha doppiato figurano Arlong in One Piece, Acnologia in Fairy Tail, Asuma Sarutobi in Naruto e Big Zenki in Zenki.
Ha inoltre doppiato in giapponese l'attore Daniel Craig.

## Doppiaggio

### Serie televisive d'animazione
- Amatsuki (Utsubushi)
- Seikai no senki (Ammiraglio Trife)
- BLOOD+ (David)
- Bobobo-bo Bo-bobo (J)
- Bonobono (Sunadorineko-san)
- Le voci della savana (Tenbo)
- Buzzer Beater (Maru)
- Detective Conan (Saeki)
- La stirpe delle tenebre (Narrazione)
- Digimon Adventure 02 (Azulongmon)
- Digimon Tamers (Azulongmon, IceDevimon)
- Donkey Kong Country (K. Rool)
- Eureka Seven (Charles Beams)
- Rekka no honō (Resshin and Ouka)
- Pretty Cure Splash☆Star (Kintreski)
- Il conte di Montecristo (Generale Fernand Mondego)
- Ginban Kaleidoscope (Yuuji Takashima)
- Haou Taikei Ryuu Knight (Izumi)
- Hayate no gotoku! (Tama)
- Heat Guy J (Noriega)
- Kindaichi shōnen no jikenbo (Isamu Kenmochi)
- King of Bandit Jing (Capitano)
- Samurai Pizza Cats (Guido Anchovy)
- La legge di Ueki (Kami-sama)
- Layton Mystery Tanteisha: Katori no Nazotoki File (Sherl)
- Magic Knight Rayearth (Zagato, Lantis)
- MÄR (Allan)
- Mobile Battleship Nadesico (Goat Hory)
- MegaMan NT Warrior (MistMan)
- Metal Armor Dragonar (Meio Plato)
- Kidō senshi Victory Gundam (Broho)
- Mobile Suit Z Gundam (Henken Bekkener, Narrazione)
- Monkey Typhoon (Kasupā)
- Monster Rancher (Master Muu)
- Mirmo (Tenebro)
- Naruto (Asuma Sarutobi)
- Ninku (Toji)
- Oku-sama wa Mahō Shōjo: Bewitched Agnes (Tamotsu Asaba)
- One Piece (Arlong, Scorpion)
- Pokémon: Advanced Generation (Norman)
- Power Stone (Pride)
- Il principe del tennis (Sakaki Tarou)
- Project Arms (Kurou)
- La rivoluzione di Utena (Akio Ohtori)
- I cinque samurai (Rajura)
- Samurai Champloo (Xavier III)
- Kenichi (Akisame Koetsuji)
- Shinkyoku Sōkai Polyphonica (Managariastinockle Lagu Edraikerius)
- Shuffle! (King of Gods)
- Slayers (Volun)
- Uchū no Stellvia (Umihito Katase)
- Suki na mono wa suki dakara shōganai!! (Aizawa)
- Superior Defender Gundam Force (Daishogun)
- The Third - La ragazza dagli occhi blu (Narratore)
- Trinity Blood (Francesco de' Medici)
- Tsukuyomi -Moon Phase- (Yayoi Midō)
- Viewtiful Joe (Jet)
- I cieli di Escaflowne (Dryden Fassa)
- Weiß Kreuz (Persia)
- Yaiba (Kojiro Sasaki)
- Yakitate!! Japan (Re di Monaco)
- Yu degli spettri (Souketsu)
- Zenki (Zenki)
- Zero no tsukaima (King Joseph)
- Zipang (Gureu)

### OAV
- Agent Aika (Gust Turbulence)
- Blue submarine no. 6 (J.J. Barnell)
- Fire Emblem (Oguma)
- Gekiganger 3 (Doctor Kokubunji)
- Guyver (Elegen)
- The Heroic Legend of Arslan (Guiscard)
- Le bizzarre avventure di JoJo (Jotaro Kujo)
- Key the Metal Idol (D)
- Legend of the Galactic Heroes (Kasper Rinz)
- Okane ga nai (Somuku Kanou)
- Sol Bianca (Ramī)
- Tre regni (Zhao Yun)

### Film d'animazione
- Appleseed (Briareos)
- Guyver (Guyver III)
- Mobile Suit Z Gundam, serie (Henken Bekkener)
- One Piece: Trappola mortale (Needles, Willy)
- Mobile Battleship Nadesico the Movie - Il principe delle tenebre (Goat Hory)
- Lupin III - Episodio: 0 (Brad)
- Detective Conan: Trappola di cristallo (Hidehiko Kazama)
- Eiga Pretty Cure All Stars DX 2 - Kibō no hikari Rainbow Jewel wo mamore! (Kintreski)

### Tokusatsu
- Samurai Sentai Shinkenger (Yumebakura)
- Kamen Rider Blade (Narratore)

### Videogiochi
- 10,000 Bullets (Judas)
- Atelier Marie: The Alchemist of Salburg (Ruven Filnir, Hallesch Sleiman, Enderk Jad)
- Atelier Elie: The Alchemist of Salburg 2 (Enderk Jad)
- Atelier Annie: Alchemists of Sera Island (Kilbert Hennes)
- Atelier Rorona: The Alchemist of Arland (Sterkenburg Cranach)
- Atelier Totori: The Adventurer of Arland (Sterkenburg Cranach)
- Atelier Meruru: The Apprentice of Arland (Sterkenburg Cranach)
- Atelier Lulua: The Scion of Arland (Sterkenburg Cranach)
- Avalon Code (Haochy, Gustav)
- Castle of Shikigami III (Batu Harai)
- Darkstalkers 3 (Donovan Baine)
- Dragalia Lost (Gilgamesh)
- Dynasty Warriors: Gundam (Henken Bekkener)
- Dynasty Warriors: Gundam 2 (Henken Bekkener)
- Dynasty Warriors: Gundam 3 (Henken Bekkener)
- Everybody's Golf 3 (Shock)
- Everybody's Golf (videogioco 2003) (Shock)
- Final Fantasy XIV: Heavensward (Regula)
- Fire Emblem Heroes (Ogma, Orson)
- Granblue Fantasy (Nezahualpilli)
- Grandia (Colonnello Mullen)
- JoJo's Bizarre Adventure: Eyes of Heaven (Norisuke Higashikata IV)
- Kingdom Hearts (Tarzan)
- Kurohyō: Ryū ga Gotoku Shinshō (Masatoshi Tsutsui)
- Legend of Legaia (Cort)
- Lollipop Chainsaw (Vikke)
- Magic Knight Rayearth (Zagato)
- Mana Khemia 2: Fall of Alchemy (Peperoncino)
- Max Payne (Max Payne)
- Mega Man 8 (Duo)
- Mega Man Battle & Chase (Duo, Napalm Man)
- Melty Blood Act Cadenza (Kōma Kishima)
- Melty Blood Actress Again (Kōma Kishima)
- Mana-Khemia 2: Ochita Gakuen to Renkinjutsushi-tachi (Peperoncino)
- Muramasa: La spada demoniaca (Oboroya Senjyu)
- Naruto: Ultimate Ninja (Asuma Sarutobi)
- Naruto: Ultimate Ninja 2 (Asuma Sarutobi)
- Naruto: Gekitou Ninja Taisen! 3 (Asuma Sarutobi)
- Naruto: Gekitou Ninja Taisen! 4 (Asuma Sarutobi)
- Naruto: Ultimate Ninja 3 (Asuma Sarutobi)
- Naruto Shippuden: Ultimate Ninja 4 (Asuma Sarutobi)
- Naruto: Gekitou Ninja Taisen! EX 2 (Asuma Sarutobi)
- Naruto: Gekitou Ninja Taisen! EX 3 (Asuma Sarutobi)
- Naruto: Ultimate Ninja Storm (Asuma Sarutobi)
- Naruto Shippuden: Ultimate Ninja Heroes 3 (Asuma Sarutobi)
- Naruto Shippuden: Ultimate Ninja Storm 2 (Asuma Sarutobi)
- Naruto Shippuden: Gekitou Ninja Taisen! EX Special (Asuma Sarutobi)
- Naruto Shippuden: Ultimate Ninja Impact (Asuma Sarutobi)
- Naruto Shippuden: Ultimate Ninja Storm Generations (Asuma Sarutobi)
- Naruto Shippuden: Ultimate Ninja Storm 3 (Asuma Sarutobi)
- Naruto Shippuden: Ultimate Ninja Storm Revolution (Asuma Sarutobi)
- Naruto Shippuden: Ultimate Ninja Storm 4 (Asuma Sarutobi)
- Naruto x Boruto Ultimate Ninja Storm Connections (Asuma Sarutobi)
- Ogre Battle: March of the Black Queen (Kaus Debonair)
- One Piece: Grand Battle! (Arlong)
- One Piece: Tobidase Kaizoku-dan! (Arlong)
- One Piece: Grand Battle! 2 (Arlong)
- One Piece: Treasure Battle! (Arlong)
- One Piece: Ocean's Dream! (Arlong)
- One Piece: Grand Battle (Arlong)
- One Piece: Pirates' Carnival (Arlong)
- One Piece: Unlimited Adventure (Arlong)
- One Piece Unlimited Cruise 1: Il Tesoro Sommerso (Arlong)
- One Piece Unlimited Cruise 2: Il Risveglio di un Eroe (Arlong)
- One Piece: Pirate Warriors (Arlong)
- One Piece: Unlimited Cruise SP 2 (Arlong)
- One Piece: Romance Dawn (Arlong)
- One Piece: Pirate Warriors 2 (Arlong)
- One Piece: Pirate Warriors 3 (Arlong)
- Overwatch (Cole Cassidy)
- Overwatch 2 (Cole Cassidy)
- Persona 2: Eternal Punishment (Takahisa Kandori)
- Phantasy Star Universe (Ōberu Darugan)
- Power Stone (Galuda, Narratore)
- Power Stone 2 (Galuda)
- Radiata Stories (Sutā)
- Robot Alchemic Drive (Dr. Herman Wiltz)
- Sakura Wars: So Long, My Love (Oda Nobunaga)
- Samurai Warriors (Oda Nobunaga)
- Samurai Warriors 2 (Oda Nobunaga)
- Samurai Warriors 3 (Oda Nobunaga)
- Samurai Warriors 4 (Oda Nobunaga)
- Samurai Warriors: Spirit of Sanada (Oda Nobunaga)
- SD Gundam G Generation (Henken Beckner)
- Shikigami no Shiro (Batu Harai)
- Sonic Boom: Frammenti di cristallo (Lyric)
- Sonic Boom: L'ascesa di Lyric (Lyric)
- Stella Deus: The Gate of Eternity (Viser)
- Super Robot Wars Alpha (Henken Bekkener, Brogh)
- Super Robot Wars Alpha Gaiden (Henken Bekkener)
- Super Robot Wars A Portable (Meio Plato)
- Super Robot Wars Z (Henken Bekkener, Charles Beams)
- Super Robot Wars T (Lantis, Zagato)
- Super Robot Wars 30 (Brogh, Lantis, Zagato)
- Tales of Legendia (Vaclav Bolud)
- Tales of Vesperia (Alexei Dinoia)
- Tales of the Rays (Alexei Dinoia)
- Tokimeki Memorial Girl's Side (Amanohashi Ikkaku)
- Tokyo Mirage Sessions ♯FE (Chikaomi Tsurugi, Ogma)
- Trauma Center: New Blood (Master Vakhushti)
- Trauma Team (Ian Holden)
- Umineko: When They Cry (Klaus Ushiromiya)
- Vampire: Darkstalkers Collection (Dee)
- Warriors Orochi (Oda Nobunaga)
- Warriors Orochi 2 (Oda Nobunaga)
- Warriors Orochi 3 (Oda Nobunaga, Sterkenburg Cranach)
- Warriors Orochi 4 (Oda Nobunaga)
- Wild Arms 4 (Lambda)
- Yo-Jin-Bo (Tsukuba Muneshige)
- Zone of the Enders: The 2nd Runner (Nohman)

### Film e telefilm
- Ally McBeal (Richard Fish)
- Beverly Hills 90210 (Dylan McKay)
- James Bond 007 - Casino Royale (James Bond)
- Blu profondo (Carter)
- Insomnia (Hap Eckhart)
- Tomb Raider: La culla della vita (Terry Sheridan)
- Agente 007 - Al servizio segreto di Sua Maestà (James Bond)
- X-Files (Fox Mulder)